# Tempio malatestiano
Il Tempio malatestiano, usualmente indicato dai cittadini come il Duomo e dal 1809 divenuta cattedrale col titolo di Santa Colomba, è il principale luogo di culto cattolico di Rimini. Rinnovato completamente sotto la signoria di Sigismondo Pandolfo Malatesta, con il contributo di artisti come Leon Battista Alberti, Matteo de' Pasti, Agostino di Duccio e Piero della Francesca, è sebbene incompleto, l'opera chiave del Rinascimento riminese e una delle architetture più significative del Quattrocento italiano in generale. Dal 1940 è monumento nazionale.

## Storia

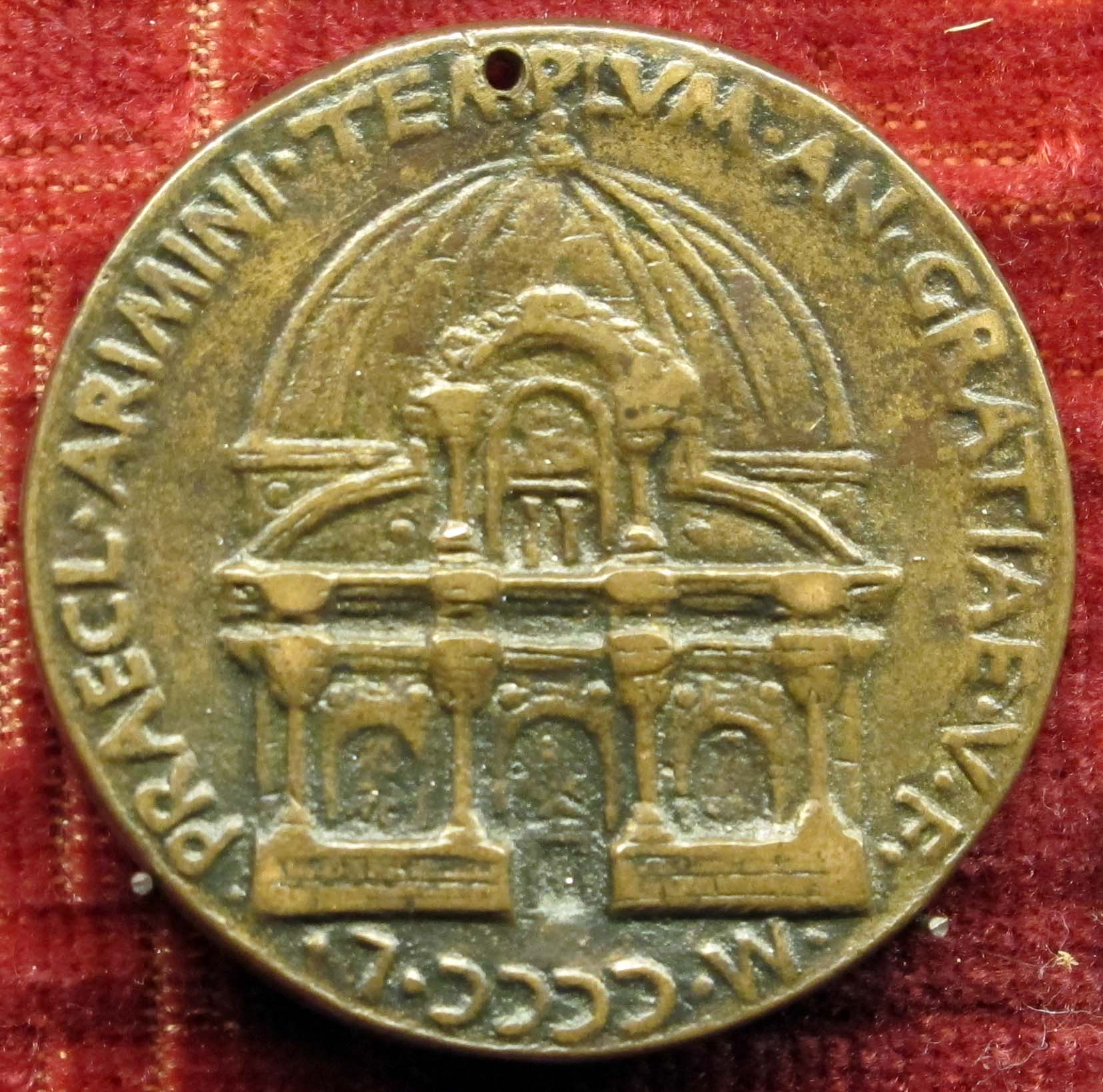
Una delle medaglie di Matteo de' Pasti

Nell'area è documentata già nel IX secolo una cappella chiamata Santa Maria in Trivio, demolita nel 1257 per consentire l'erezione di una chiesa più grande, in stile gotico a navata unica e triabsidata, che sarà poi consacrata a San Francesco e retta dall'Ordine francescano.
Tra il Duecento e Trecento furono aggiunte due cappelle sul lato sud. Parte dei marmi per i lavori furono presi da rovine romane in Sant'Apollinare in Classe e da Fano. La chiesa, nonostante le dimensioni relativamente modeste, era già utilizzata nel 1312 come luogo di sepoltura della famiglia Malatesta, arricchita da altari e opere d'arte, alle quali fu chiamato a contribuire anche Giotto.
Sotto la signoria di Sigismondo Pandolfo Malatesta, fu deciso di sistemarvi una cappella dedicata a San Sigismondo, patrono del committente, affidando il progetto al veronese Matteo de' Pasti. Il 31 ottobre del 1447 fu benedetta la posa della prima pietra. Negli anni successivi, in seguito a una fortunata serie di vittorie e riconoscimenti, il Malatesta decise di estendere il progetto a tutto l'edificio. Probabilmente ebbe un ruolo, nella decisione di mutare il progetto, Leon Battista Alberti al quale fu poi affidato il progetto di una nuova sistemazione architettonica esterna, che comprendeva, secondo la testimonianza di una serie di note medaglie, di Matteo de' Pasti del 1450, l'aggiunta di una rotonda nella parte posteriore della chiesa, coperta da una cupola a imitazione di quella del Pantheon. I lavori relativi al progetto di Alberti iniziarono presumibilmente nel 1453. Se il progetto fosse stato completato, la navata avrebbe allora assunto un ruolo di semplice accesso al maestoso edificio circolare, e sarebbe stata molto più evidente la funzione celebrativa dell'edificio.
Il tema iconografico della struttura è inconsueto per una chiesa cristiana, per i numerosi riferimenti a culti pagani che conteneva. Nell'apparato decorativo originale i riferimenti religiosi tradizionali sono talmente ridotti e defilati da sembrare a prima vista del tutto assenti.
Il Malatesta volle tale edificio unicamente come sepolcro suo, per la sua stirpe e per i dignitari a lui vicini, quale enorme monumento celebrativo di sé stesso e della sua casata, prevedendo una iconografia articolata in un complesso linguaggio proprio del paganesimo: da qui la denominazione di Tempio.
Ciò contribuì al peggioramento dei rapporti con papa Pio II Piccolomini, già critici prima della sua elezione nel 1458 (a causa anche delle precedenti campagne militari ostili alla sua città natale, Siena), rapporti che degenerarono fino alla scomunica nel 1460.
La quantità di riferimenti pagani è tale per cui Pio II riportò nei suoi Commentari: 
(papa Pio II, Commentarii, p. 92)

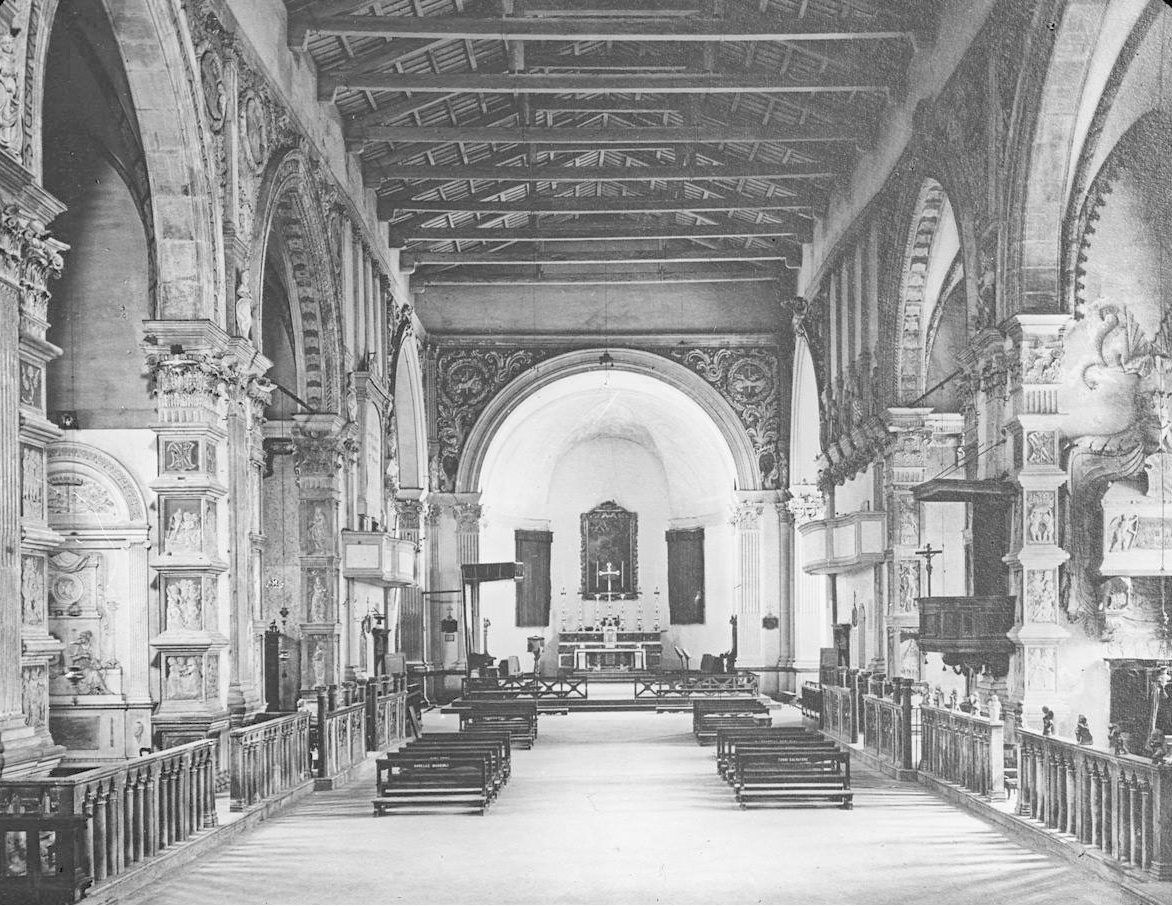
Interno come appariva prima della guerra

Interno vista abside dopo i bombardamenti del 1944

Tuttavia sarebbe riduttivo leggere il tempio malatestiano solo come sfida personale, ma piuttosto come massima manifestazione di una raffinata cultura di tipo neoplatonico, intellettuale e idealistica, intenzionalmente lontana dalla realtà, non timorosa di esprimersi attraverso un linguaggio, tra ethos apollineo e pathos dionisiaco, estraneo alla cristianità proprio in quello che doveva essere un tempio cristiano. La lettura dell'apparato del Tempio non si presenta affatto agevole. Tra le fonti letterarie ispiratrici si possono rinvenire Macrobio, Platone, Porfirio, Giamblico e Gemisto Pletone. Roberto Valturio, membro della corte illuminata che circondava il Malatesta e che tanta parte ha avuto nella definizione del gusto e dei temi, ribadì nel De re militari che il Tempio era colmo di “simboli tratti dai più occulti penetrali della filosofia" che solo gli iniziati potevano penetrarne il significato.
L'insieme decorativo si presenta, per quanto raffinato, abbastanza dispersivo, con alcuni contrasti in particolar modo tra l'interno e l'esterno dell'edificio; qualora si debba ricercare una chiave unica di lettura, questa è sicuramente da individuare nell'intento celebrativo della figura del signore e della sua corte.
La struttura progettata dall'Alberti non fu completata, in seguito all'avversa fortuna in campo militare del Malatesta (e alle conseguenti difficoltà economiche) che resero impossibile la fine dei lavori. Nel 1460 erano state del tutto ultimate solo tre cappelle ed i rivestimenti esterni, realizzati incapsulando la struttura medievale. Sigismondo fu definitivamente sconfitto dalle truppe papali alleate con Federico da Montefeltro due anni dopo sul Cesano. Ne conseguì l'interruzione di tutte le fabbriche da lui avviate (a parte l'aggiunta del sarcofago del filosofo neoplatonico Giorgio Gemisto Pletone nel 1464). Su spinta dell'ordine francescano che reggeva la chiesa, i lavori ripresero negli anni successivi ma, perso l'originale committente, proseguirono in difformità dal progetto dell'Alberti, per essere completati nel 1503.
Nel 1809 le soppressioni napoleoniche sciolsero il convento francescano e in seguito alla sconsacrazione e distruzione dell'antica Santa Colomba, il tempio fu consacrato a cattedrale cittadina, assumendo la dedica della santa.
Durante la seconda guerra mondiale, l'edificio subì molti danni (in particolare, nel 1944), tanto da far esclamare, commosso, ad Ezra Pound, nel suo Canto LXXII (a parlare è lo spirito di Ezzelino III da Romano):
chi vedrà più il sepolcro di Gemisto
  
che tanto savio fu, se pur fu greco?
  
Giù son gli archi e combusti i muri
  
del letto arcano della divina Ixotta..." 
 
"Ma chi sei?" clamai
 
contra la furia della sua tempesta,
  
"Sei tu Sigismundo?"
  
Ma egli non m'ascoltò...»
La zona absidale, insieme a buona parte della copertura, fu distrutta e ricostruita in forme semplificate con l'esterno in mattoni a vista e l'interno in semplice e disadorno intonaco bianco. Solo recentemente l'altare maggiore è stato arricchito da un celebre crocifisso di Giotto, dipinto durante il suo soggiorno a Rimini tra il 1308 e il 1312. La facciata e i fianchi furono danneggiati, con dislivelli, fuoripiombo e distacchi, tanto da dover procedere con un difficile intervento, smontando e rimontando sostanzialmente l'intero paramento murario, numerando i vari conci e blocchi lapidei.

## Descrizione della basilica

### Esterno

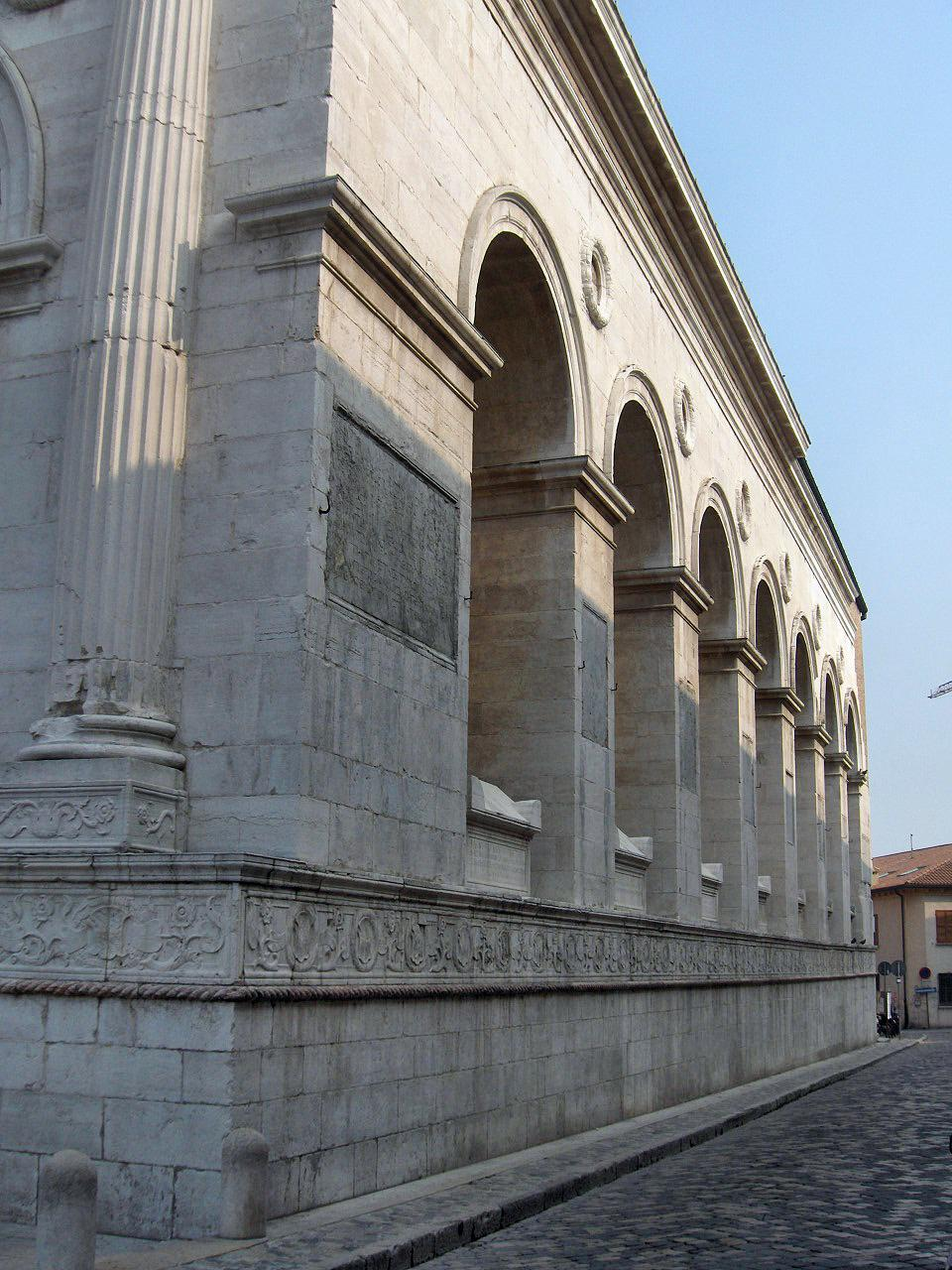
Veduta laterale

L'esterno del tempio malatestiano fu progettato da Leon Battista Alberti alcuni anni dopo l'avvio dei lavori all'interno. Egli ideò un involucro marmoreo che lasciasse intatto l'edificio preesistente. L'opera, incompiuta, prevedeva nella parte bassa della facciata una tripartizione con archi inquadrati da semicolonne con capitello composito, mentre nella parte superiore era previsto una specie di frontone con arco al centro affiancato da paraste (delle colonne). Punto focale era il portale centrale, con timpano triangolare al centro di un fornice riccamente ornato da lastre marmoree policrome di spoglio, provenienti probabilmente da Ravenna, che richiamano, nella stessa accurata scelta cromatica delle pietre, l'opus sectile della Roma imperiale. La mancanza dell'arco superiore permette di vedere, ancora oggi, un pezzo della semplice facciata medievale a capanna di San Francesco. Sopra di essa è poi collocata una piccola croce, simbolo del cristianesimo cattolico praticato nel Duomo.
Le fiancate sono composte da una sequenza di archi su pilastri il cui modello è stato rintracciato nei pilastri interni del Colosseo. Gli arconi delle fiancate si presentano con un'imposta rialzata trasformando l'arco a tutto sesto in arco 'semistaffato', dove nella maggior parte dei casi non presentano il concio in chiave Le arcate cieche erano destinate ad accogliere i sarcofagi dei più alti dignitari di corte. Vi si trovano sepolti Giusto de' Conti, Roberto Valturio, Basinio Basini, i medici Gentile e Giuliano Arnolfi. Tuttavia, il sepolcro più significativo è quello del filosofo neoplatonico Giorgio Gemisto Pletone, ritenuto all'epoca uno dei più grandi pensatori di tutti i tempi, che aveva fatto rinascere le scuole filosofiche dell'antica Grecia e i cui resti furono portati da Sigismondo dalla campagna militare nel Peloponneso.
Fianchi e facciata sono unificati da un alto zoccolo che isola la costruzione dallo spazio circostante. Anche all'esterno ricorre la ghirlanda circolare, qui usata come oculo.
Alberti trasse spunto dall'architettura classica, ma affidandosi a spunti locali, come l'arco di Augusto, il cui modulo è triplicato nella parte bassa della facciata. Una particolarità di questo intervento è che il rivestimento non tiene conto delle precedenti aperture gotiche: infatti, il passo delle arcate laterali non è lo stesso delle finestre ogivali, che risultano posizionate in maniera sempre diversa. Del resto Alberti scrisse a Matteo de' Pasti che «queste larghezze et altezze delle Chappelle mi perturbano».
La medaglia di Matteo de' Pasti del 1450 mostra l'aspetto originario che il tempio avrebbe dovuto avere, con una grande rotonda coperta da cupola semisferica simile a quella del Pantheon. Se completato, la navata avrebbe allora assunto un ruolo di semplice accesso al maestoso edificio circolare, e sarebbe stata molto più evidente la funzione celebrativa dell'edificio, anche in rapporto allo skyline cittadino.
La parte posteriore è nuda: qui si eleva il campanile eretto tra XV e XVI secolo. La distruzione su questo lato del convento francescano, operata nel 1921 per allargare via IV Novembre, ha alterato i rapporti del monumento col contesto urbanistico.

### Interno

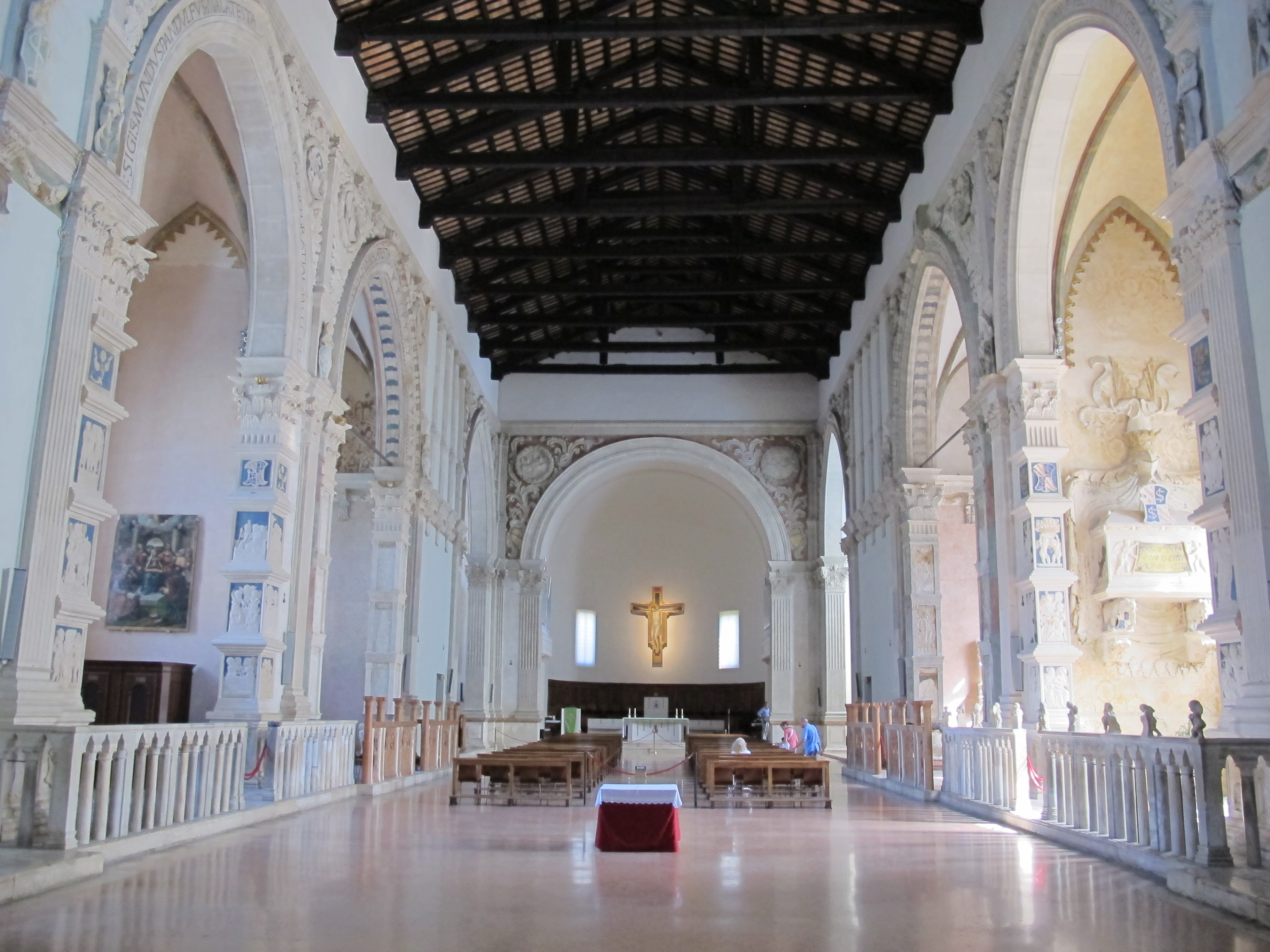
Interno

L'interno, durante i lavori rinascimentali, venne mantenuto ad aula unica aggiungendo alcune profonde cappelle laterali, incorniciate da arcate a sesto acuto, rialzate di un gradino e chiuse da balaustre marmoree dalla ricca ornamentazione. Vennero usati elementi classicheggianti, ma svincolati da rapporti di proporzione, con una preminenza della decorazione plastica, la quale arriva a mettere in secondo piano la struttura architettonica. Sulle prime tre cappelle di ciascun lato, risalenti all'epoca di Sigismondo, viene ripetuta l'architettura latina della facciata.
Generalmente gli storici escludono un intervento diretto di Alberti nel disegno complessivo dell'interno, assegnato a Matteo de' Pasti e Agostino di Duccio, tuttavia alcuni non escludono che Alberti possa aver dato indicazioni generali sull'intervento.
La copertura è a semplici capriate lignee, con travi e tavelle visibili, realizzata dai francescani a loro spese in seguito all'interruzione delle fabbriche di Malatesta.
In particolare vennero riccamente decorati i due pilastri di accesso di ciascuna cappella, divisi in settori con rilievi allegorici o narrativi. Protagonista di questa decorazione fu Agostino di Duccio, che sviluppò un proprio stile fluido a partire dallo stiacciato donatelliano, di una grazia un po' fredda, "neoattica". I temi sono soprattutto profani e intrecciano complesse allegorie decise probabilmente dallo stesso Sigismondo. Oltre ad Agostino di Duccio, contribuirono all'opera anche Roberto Valturio, Basinio da Parma.

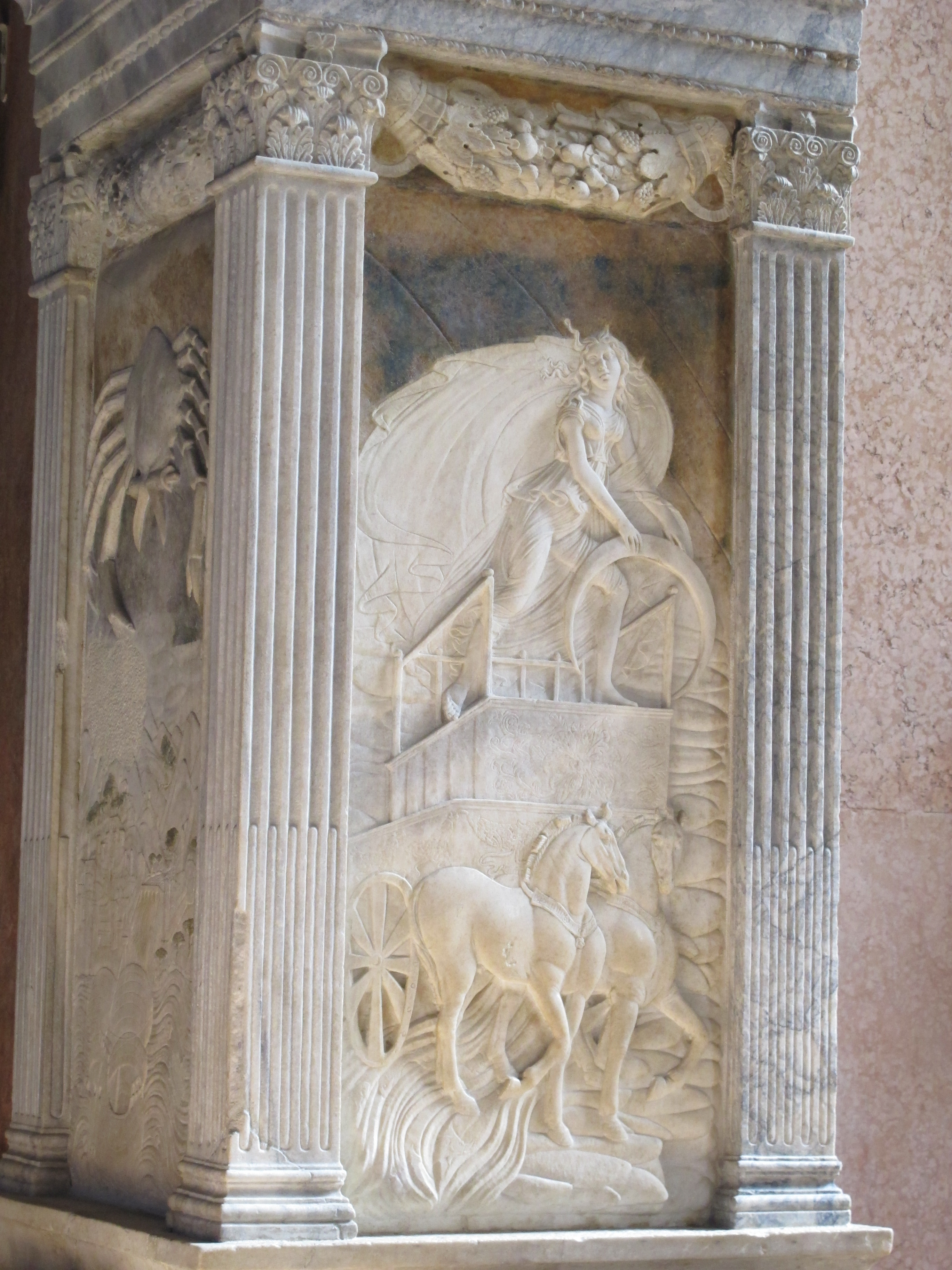
Rilievi di Agostino di Duccio (Cancro e Diana)

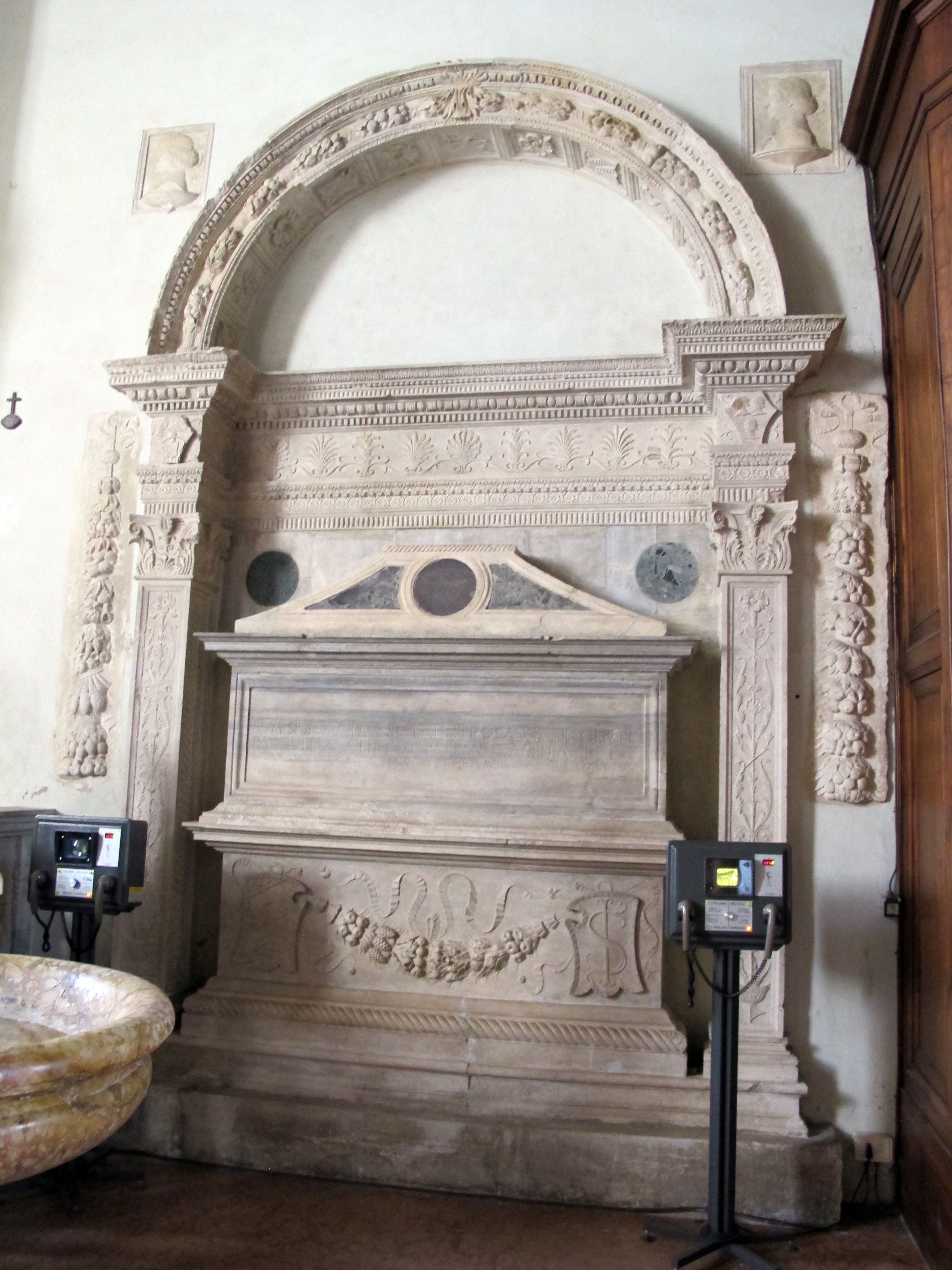
La tomba di Sigismondo Malatesta, opera dei toscani Bernardo Ciuffagni e Francesco di Simone Ferrucci

A guisa di tempio pagano le sei cappelle laterali sono intitolate alle Arti Liberali, allo Zodiaco, ai Giochi dei Bambini, alle Sibille e Profeti e decorate in tema. Due ulteriori cappelle sono dedicate ai sepolcri di Sigismondo (cappella delle Virtù) e Isotta (cappella degli Angeli). Complessi rimandi, tematici ed estetici, si incrociano tra le cappelle opposte.
Ovunque, quasi ossessivamente, sono ripetute in bassorilievo la S e la I incrociate, in passato ritenuta conferma che l'intero edificio fosse stato concepito da Sigismondo per celebrare il suo amore con Isotta degli Atti; più realisticamente si può interpretare come prosaica abbreviazione di Sigismondo; si segnala infatti il quasi contemporaneo monogramma di Federico da Montefeltro, visibile nel vicino Palazzo Ducale di Urbino, che appunto riporta due lettere, F e E.  Altri simboli sovente ripetuti sono la rosa canina (più 500 volte), le tre teste e l'elefante, legati al casato dei Malatesta, nonché ghirlande di foglie e frutta. Una grande quantità di statuette di putti adornava l'interno, una parte dei quali sono oggi asportati e dispersi in collezioni private.
Sulla controfacciata, a sinistra dell'entrata, si trova la pietra tombale del cardinale Ludovico Bonito (m. 1413), già nella vecchia chiesa. A destra invece il sepolcro di Sigismondo Malatesta, attribuito ai fiorentini Bernardo Ciuffagni e Francesco di Simone Ferrucci, con in alto due formelle col profilo del condottiero.

#### Cappelle malatestiane di destra
La prima cappella a destra è quella delle Virtù, o di San Sigismondo, avviata nel 1447 nell'architettura e il 14 ottobre 1450 per le decorazioni scultoree: in tale data venne collocata la prima coppia di elefanti reggipilastro, in marmo bardiglio. I pilastri, nelle facciate verso la navata, hanno teste e figure intere di Virtù ad altorilievo con giovanetti portascudo, riferibili al primo periodo di Agostino di Duccio. Allo stesso artista è riferita la statua di San Sigismondo e la sua ricchissima edicola sull'altare. Il bassorilievo sottostante (San Sigismondo in viaggio con la famiglia verso il monastero di Agauno) è una copia in stucco dell'originale oggi al Museo d'arte antica di Milano. Sulle pareti laterali, dello stesso scultore, due straordinari bassorilievi di grandi dimensioni in stiacciato, con Angeli reggicortina, dalle sinuose linee. Segue sullo stesso lato la cella delle Reliquie, già sagrestia della cappella delle Virtù, a cui si accede da un portale scolpito con bassorilievi di apostoli, evangelisti e simboli malatestiani. Sia le ante lignee che i chiavistelli sono originari del Quattrocento. Qui sono conservati alcuni reliquiari settecenteschi, una pala di Camillo Sagrestani, un piccolo sarcofago del VII secolo, e alcuni oggetti rinvenuti nel sopralluogo del 1920 dentro la tomba di Sigismondo (frammenti di vesti in broccato d'oro, spada, stocco, speroni e sei medaglie, oggi in parte trasferiti al Museo della città di Rimini). Anche l'affresco staccato di Piero della Francesca si trovava un tempo qui, mentre oggi è nell'ultima cappella a destra. Sulla parete si trovano tracce delle decorazioni in cotto della fabbrica trecentesca.
La seconda cappella di destra è quella degli Angeli, o di Isotta o di San Michele. La statua dell'arcangelo, sull'edicola sull'altare, è di Agostino di Duccio, autore anche degli angeli alati che giocano e suonano nei riquadri dei pilastri dell'arcone di ingresso. Sulla parete sinistra il sarcofago di Isotta degli Atti, sorretto da due elefanti portastemma e scolpito probabilmente da Matteo de' Pasti. Sopra il sarcofago si trova un padiglione marmoreo sormontato dal cimiero malatestiano tra teste d'elefante alate recanti cartigli. Un tempo era conservato qui il Crocifisso di Rimini di Giotto, oggi dietro l'altare maggiore.
Si prosegue con la cappella dello Zodiaco, o dei Pianeti, o di San Girolamo, la più sorprendente del complesso. È ricca di rappresentazioni non convenzionali attribuite ad Agostino di Duccio, come nel Saturno e nei carri trionfali di Marte, di Venere e della Luna. Qui si può notare come nei bassorilievi dei segni con quadrupedi (Ariete, Toro, Leone, Capricorno e Sagittario) sono stati eliminati gli arti posteriori, dei quali resta solo il contorno. Sempre nella cappella dello zodiaco vi sono due bassorilievi che si riallacciano alla figura di Sigismondo. Il primo è quello del segno del Cancro (danneggiato da una granata nell'ultima guerra), lo stesso di Sigismondo, che domina come un sole la rappresentazione della città, la più antica conosciuta. Il secondo è il bassorilievo del Naufragio di Sigismondo in vista dell'isola Fortunata, su ispirazione di un poemetto laudatorio di Basinio Basini: un uomo nudo rema in una barca, in un mare disseminato da piccole isole, abitate da diversi animali  (leone, un elefante uccello rapace) e nel mare vi sono delfini e mostri marini. Ogni pilastro poggia su un canestro marmoreo (attribuzione incerta), colmo di fiori, frutta e animali, e ornato da festoni retti da quattro putti. La balaustra è in marmo rosso di Verona tra lesene in marmo bianco, con ricche decorazioni in stiacciato.

#### Cappelle malatestiane di sinistra

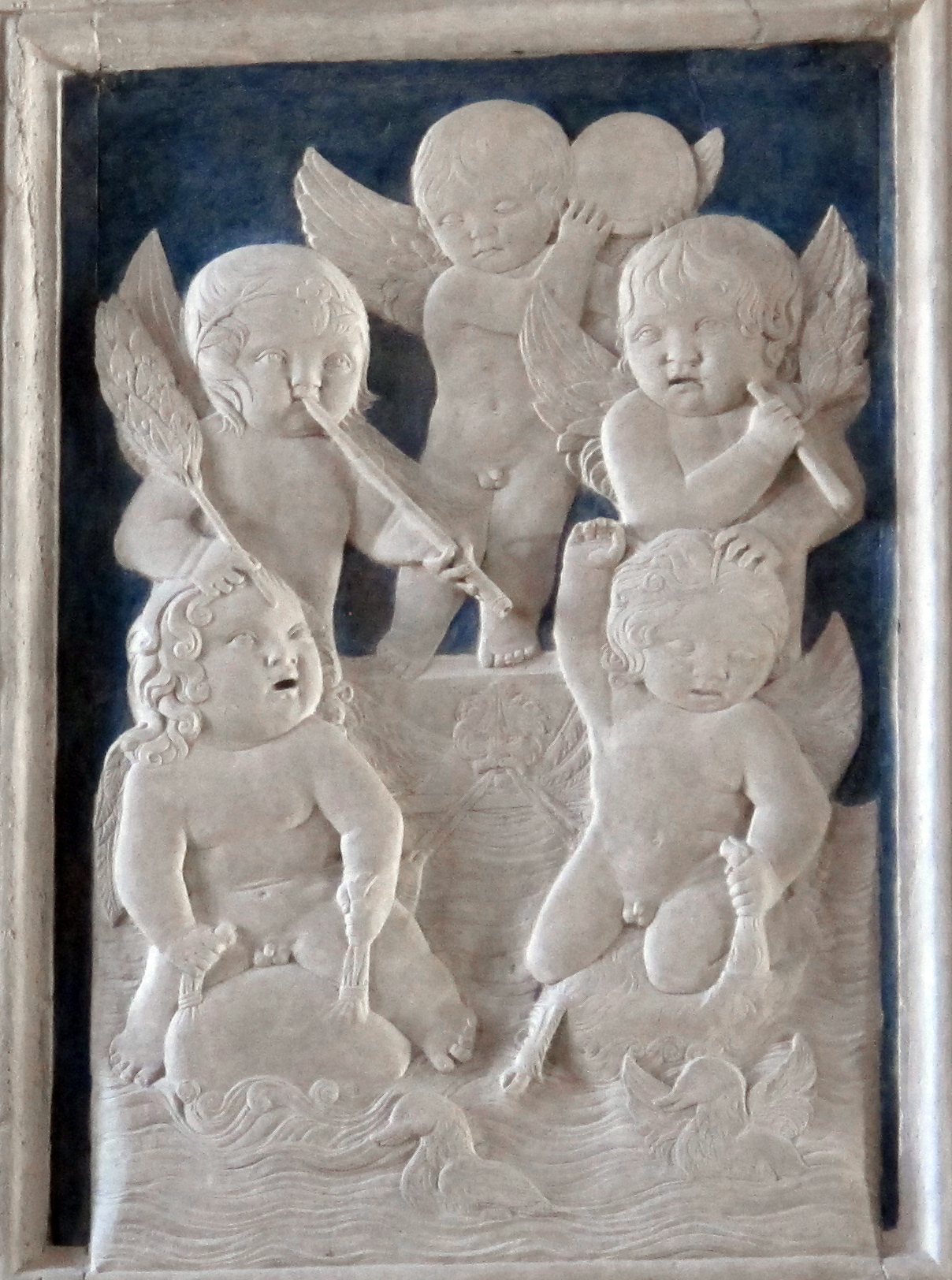
Agostino di Duccio, Giochi di putti

Sul lato opposto, dopo un'altra uscita laterale, in senso antiorario, si incontra la cappella delle Arti Liberali, dedicata alle Scienze del Trivio e del Quadrivio ed altre figure. Secondo un programma celebrativo assai singolare per una chiesa, qui si trovano liberamente mischiate la Filosofia e la Botanica, la Concordia e la Musica, la Retorica e la Grammatica. Si tratta delle opere più tarde di Agostino di Duccio (1456).
Segue la cappella dei Giochi infantili, o dell'Angelo custode, dove trovano posto i sepolcri delle prime due mogli di Sigismondo, Ginevra d'Este e Polissena Sforza, circondate da sessantuno figure di angioletti, in diciotto riquadri, danzanti o in gioco fra loro, che cavalcano bastoni e delfini, improvvisano un concerto o fingono di navigare, si tirano per i capelli e giocano a girotondo attorno ad una fontana, tutti scolpiti da Agostino di Duccio (1455). All'altare si trova un crocifisso ligneo cinquecentesco. La sagrestia adiacente, oggi cappella dei Caduti, ha un portale quattrocentesco con figurazioni di eroi biblici.
L'ultima cappella (prima sinistra) è detta degli Antenati, o della Pietà o della Madonna dell'Acqua da un piccolo gruppo marmoreo di scuola franco-tedesca del XV secolo sull'altare, che il popolo era solito invocare per chiedere la pioggia. Iniziata nel 1454 seguendo un programma iconografico descritto da Roberto Valturio e di Poggio Bracciolini, fu decorata da dodici figure di Profeti e Sibille (due dei primi, dieci delle seconde), di Agostino di Duccio e aiuti. Alla base dei pilastri, sopra gli elefanti malatestiani, dadi con grandi medaglioni del profilo di Sigismondo Malatesta entro ghirlande d'alloro. Alla parete sinistra, sotto un padiglione in marmo, spicca l'arca degli Antenati e dei Discendenti, importante lavoro di Agostino di Duccio destinato ad accogliere, appunto, i personaggi della dinastia malatestiana prima e dopo Sigismondo.
Sul fronte la dedica è incisa tra due bassorilievi (Minerva tra una schiera di eroi e il Trionfo di Scipione l'Africano) che simboleggiano i due attributi fondamentali dell'immortalità: la Saggezza e la Gloria. Essendo originariamente destinata alla facciata del tempio, ha sia i fianchi che il coperchio scolpiti, anche nei lati non visibili. All'interno del coperchio ad esempio si trova un bel profilo di Sigismondo incorniciato da un festone e da un distico attribuito a Basinio da Parma: "Haec Sigismundi vera est victoris imago qui dedit heac Patribus digna sepulcra suis" (questa è la vera effigie di Sigismondo vittorioso che diede ai suoi antenati questo degno sepolcro). Un calco è visibile nel Museo della città di Rimini. La cappella si differenzia dalle altre per il suo stile gotico e veneto. L'aspetto attuale della cappella è stato alterato da un pesante intervento Luigi Poletti nel 1862-1868, rimaneggiando il rivestimento marmoreo del fondo e aggiungendo la nicchia sull'altare, le decorazioni in oro e azzurro, come ricorda un'iscrizione sulla parete destra (1868).

#### Cappelle successive

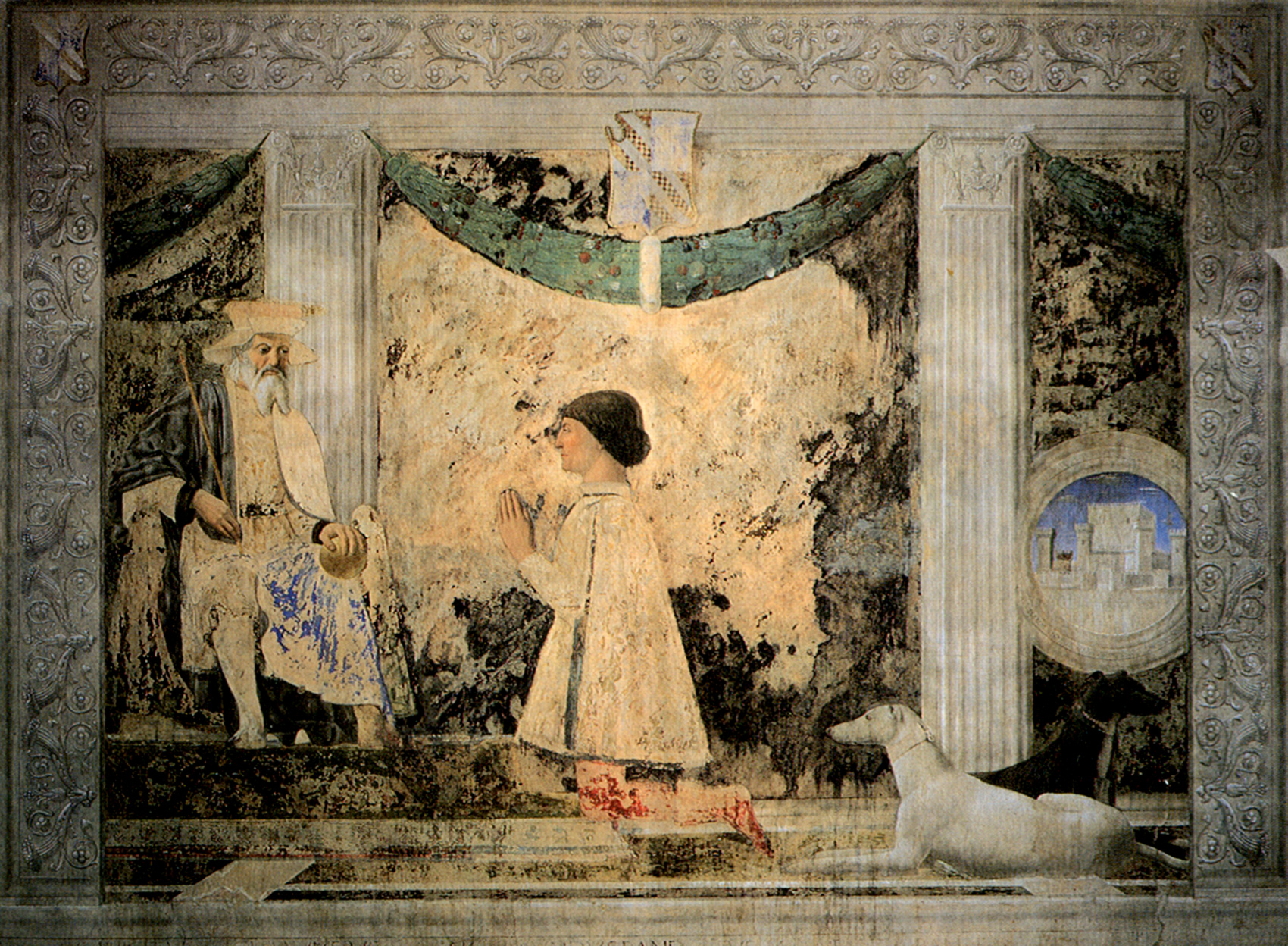
Piero della Francesca, Sigismondo Pandolfo Malatesta in preghiera davanti a San Sigismondo (1451)

L'ultima cappella di destra e di sinistra sono successive all'epoca malatestiana: dopo il vano dell'accesso laterale, la cappella della Concezione presenta il monumento neoclassico al conte Paolo Garattoni (m. 1827). Qui è stato collocato l'affresco di Piero della Francesca di Sigismondo Pandolfo Malatesta in preghiera davanti a san Sigismondo (datato 1451), dove la glorificazione del committente ha il culmine. Il tema religioso si intreccia con aspetti politici e dinastici, come nelle fattezze di san Sigismondo che celano quelle dell'imperatore Sigismondo del Lussemburgo, che nel 1433 investì il Malatesta come cavaliere e ne legittimò la successione dinastica, ratificandone la presa di potere.

#### Presbiterio
Il presbiterio fu ricostruito dopo le distruzioni belliche. L'attuale altare principale, in metallo e travertino, opera di Giuliano Vangi, sostituisce il precedente dono di Napoleone attribuito a Luigi Poletti. La sua collocazione nel 2001 fu oggetto di aspre polemiche da parte del critico Vittorio Sgarbi.
Dietro l'altare si trova il notevole Crocifisso di Rimini attribuito a Giotto, la cui presenza a Rimini è documentata alla fine del Trecento. Il crocifisso sarebbe l'unica opere superstite della sua attività per la chiesa francescana che forse aveva compreso anche la realizzazione di affreschi.
Il Poletti è autore anche dell'altare nell'attigua, ultima cappella di sinistra, dove si trovano anche i dipinti dei Santi Antonio e Francesco  di Simone Cantarini e il San Francesco che riceve le stigmate di Giorgio Vasari (1548).